# Giro d'Italia de 2020
A 103.ª edição do Giro d'Italia foi uma corrida ciclismo de estrada por etapas masculina que se celebrou entre 3 e 25 de outubro de 2020 em Itália com início na cidade de Monreale (Sicília) e final em Milão, ambas etapas com um contrarrelógio individual. O percurso constou de 21 etapas sobre uma distância total de 3497,9 quilómetros.
A corrida faz parte do UCI WorldTour de 2020, calendário ciclístico de máximo nível mundial, sendo a décima sexta corrida de dito circuito e foi vencida pelo britânico Tao Geoghegan Hart do Ineos Grenadiers. Completaram o pódio, como segundo e terceiro classificado respectivamente, o australiano Jai Hindley e o neerlandês Wilco Kelderman, ambos da equipa Sunweb.

## Apresentação

### Percurso
O percurso foi revelado em 24 de outubro de 2019. Inicialmente, a saída estava programada a 9 de maio em Budapeste, na Hungria para um chegada final a 31 de maio em Milão. Isso teria sido a 14.º vez que a grande saída do Giro teria lugar fora da Itália e pela primeira vez na Hungria. Um prólogo e duas etapas estavam previstos no solo húngaro.
Devido à pandemia do COVID-19, a prova foi adiada., enquanto em Budapeste foi decidido de anular a saída com o fim de evitar a propagação do vírus
Finalmente a corrida começou a 3 de outubro em Sicília com quatro etapas ao programa. É a nona vez que o Giro se lança da região siciliana, após 1930, 1949, 1954, 1976, 1986, 1989, 1999 e 2008. O programa insular é variado :  uma contrarrelógio e três etapas em linha, com uma chegada à cimeira da Etna. O percorrido final foi anunciado a 30 de julho Adicionalmente às contrarrelógios de início e fim, teve-se uma terceira contrarrelógio individual no meridiano da corrida na etapa 14 junto com 6 etapas de finais em alto num percurso altamente montanhoso, o qual fez da edição 2020 uma das mais abertas, equilibradas e exigentes dos últimos anos.
A 5. ª etapa é difícil, de salientar o Valico de Montescuro, cuja cimeira está localizado a 10 km da chegada. Após duas etapas para sprinters, na primeira semana acaba-se mais dois traçados difíceis. A oitava etapa percorre a costa adriática (a primeira metade é toda plana e o segundo é encrespado), enquanto no dia seguinte  a subida de Roccaraso está no programa nos Abruzos.
Após o primeiro dia de repouso, a 10. ª etapa propõe um percurso que recorda os clássicos das ardenas, com ascensões bastante curtas mas difíceis. Quatro dentro da jalonneront nos 40 últimos quilómetros. No dia seguinte, os sprinters terão uma nova oportunidade para levantar os braços. A 12. ª etapa, em torno de Cesenatico (a cidade natal de Marco Pantani). é difícil, com nove ascensões nos 30 últimos quilómetros em descida depois planos. A jornada seguinte é toda plana, excepto duas subidas nos 30 últimos quilómetros. O fim de semana teria que permitir aos favoritos de se explicar, com uma contrarrelógio encrespada de 33,7 km e uma etapa que compreende quatro passos, abaixo da cota dos 1000 m de altitude e a subida final para Piancavallo.
Após a segunda jornada de repouso, na terceira semana está como é costume particularmente difícil. Estreia por uma etapa de média montanha, com um circuito final encrespado, marcado pela subida de Ragogna (2,8 km ao 10,4 %). Se seguem duas etapas a mais de 5000 metros de desnível positivo (5100 depois 5400) num pouco menos de 210 km. Os corredores devem primeiramente superar quatro passos, cuja subida final para Madonna di Campiglio. Quatro portos são novamente no programa no dia seguinte, com o Col do Stelvio (Cima Coppi) e a ascensão final para os lagos de Cancano. A 19. ª etapa etapa é ao mesmo tempo a mais longa da prova e a última oportunidade para sprinters. A etapa rainha é depois a seguir, propõe passar o col Agnel, o col de Izoard, a subida para Montgenèvre e a subida para Sestrieres, acima da qual estará julgada a chegada. Esta Volta a Itália termina-se por uma contrarrelógio plano de 16,5 km até Milão.

## Equipas participantes
Como corrida World Tour, as 19 equipas WorldTour participam automaticamente à corrida. Terminando melhor formação de segunda divisão, a equipa Total Direct Énergie tem o direito, sem obrigação, de tomar parte a todas as provas do calendário WorldTour. A equipa francesa anuncia não obstante em 5 de dezembro de 2019 que está obrigada de declinar o convite, que julga que seu « o efectivo não é bastante proporcionado para poder pretender a ser eficiente na Milão-Sanremo, os Clássicos flandrienes, o Giro e o Tour de France». RCS Sports tem convidado três equipas italianas : Androni Giocattoli–Sidermec, Bardiani-CSF-Faizanè e Vini Zabù-KTM  Formaram assim um pelotão de 176 ciclistas dos que acabaram 133. As equipas participantes foram:
| Equipes WorldTeam (19)- AG2R La Mondiale - Astana - Bora-Hansgrohe - CCC Team - Cofidis - Deceuninck-Quick Step - EF Pro Cycling - Groupama-FDJ - Israel Start-Up Nation - Lotto Soudal - Mitchelton-Scott - Movistar Team - NTT Pro Cycling - Bahrain McLaren - Ineos Grenadiers - Jumbo-Visma - Team Sunweb - Trek-Segafredo - UAE Team Emirates Equipes ProTeam (3)- Androni Giocattoli-Sidermec - Bardiani CSF Faizanè - Vini Zabù-KTM |
| |

### Favoritos e principais concorrentes

#### Para a classificação geral
Três favoritos destacam-se dos demais. O equatoriano Richard Carapaz (Team Ineos) que mantém do título foi seleccionado para acompanhar Egan Bernal no Tour de France. O ciclista Geraint Thomas, que será o líder da sua equipa, vencedor do Tour de France de 2018, não entrou na Volta a França visto que estava com baixo nível no Critérium do Dauphiné. O Italiano Vincenzo Nibali (Trek-Segafredo), duplo vencedor da prova em 2013 e 2016 que possui a experiência da corrida. O Britânico Simon Yates (Mitchelton Scott), vencedor da Volta a Espanha de 2018 e portador da camisola rosa durante 13 dias nesse ano e 8.º em 2019 quererá revalidar o seu posto e conseguir uma segunda Grande Volta.
E de contar igualmente vários outsiders à vitória final, entre eles o dinamarquês Jakob Fuglsang (Astana Pro Team) vencedor da Giro de Lombardia  O espanhol Marc Soler (Movistar Team) participa na sua primeira Grande Volta como líder da sua equipa. Poder também citar Rafal Majka e Patrick Konrad (Bora-Hansgrohe), Steven Kruijswijk (Team Jumbo-Visma) e Wilco Kelderman (Team Sunweb). A anotar que a grande esperança belga Remco Evenepoel que era previsto inicialmente à saída não participará  à prova por causa de uma terrível queda no Giro de Lombardia.

#### Para a classificação por pontos
Dois favoritos da classificação por pontos são Peter Sagan (Bora-Hansgrohe), sete vezes que ganhou esta classificação na Volta a França., e o campeão da França Arnaud Démare (Groupama-FDJ), em grande forma neste ano e 2.º em 2019 Fernando Gaviria (UAE Emirates) e Elia Viviani (Cofidis), vencedores respectivamente em 2017 e 2018, tentarão de reeditar esta prestação. Michael Matthews (Sunweb), camisola verde do Tour de France de 2017, o Campeão do Reino Unido Ben Swift (Ineos), Tony Gallopin (AG2R La Mondiale), Diego Ulissi (UAE Emirates) ou ainda Alvaro Hodeg (Deceuninck-Quick Step) poderiam também se envolver à luta para o Classificação por pontos.

##### Para a classificação da montanha
Segundo de esta classificação em 2019, Fausto Masnada (Deceuninck-Quick Step) é um dos grandes favoritos para levá-lo este ano, tanto mais quanto não terá de trabalhar para um líder ou um velocista, poderá pois se escapar em fugas na montanha. Se não forem demasiados ao serviço de seu líder para a classificação geral, Giulio Ciccone (Trek-Segafredo), melhor escalador no ano passado, e Miguel Ángel López têm as qualidades para ir procurar a vitória na classificação da montanha. Nicolas Edet (Cofidis), Thomas De Gendt (Lotto-Soudal), Davide Villella (Movistar) e Geoffrey Bouchard (AG2R A Mundial) adjudicaram-se esta classificação durante a Vuelta em 2013, 2017, 2018 e 2019. Outros escaladores, como Pello Bilbao (Bahrain-McLaren) ou Giovanni Visconti (Vini Zabù-KTM), são citados igualmente. Os favoritos da classificação geral podem também ir procurar a classificação da montanha.

##### Para a classificação dos jovens
Inclusive ter-se-iam que pôr ao serviço de Fuglsang e Kelderman, Aleksandr Vlasov, 5.º do recente Tirreno-Adriático, e Sam Oomen (Sunweb), 9.º da edição 2018, são ambos principais favoritos da classificação do melhor jovem. Tao Geoghegan Hart (Ineos), ao serviço de Thomas, é uma situação similar. Citados como potenciais surpresas para a classificação geral, João Almeida, Brandon McNulty e Ben O'Connor são naturalmente candidatos credíveis para a camisola branca. James Knox (Deceuninck-Quick Step), 11.º da última Vuelta, Lucas Hamilton (Mitchelton-Scott), 7.º desta classificação em 2019 e vencedor de etapa na Tirreno-Adriático, ou ainda o ganhador da Tour de l'Avenir de 2019 Tobias Foss (Jumbo-Visma), serão igualmente potenciais ganhadores.

## Desenvolvimento da corrida

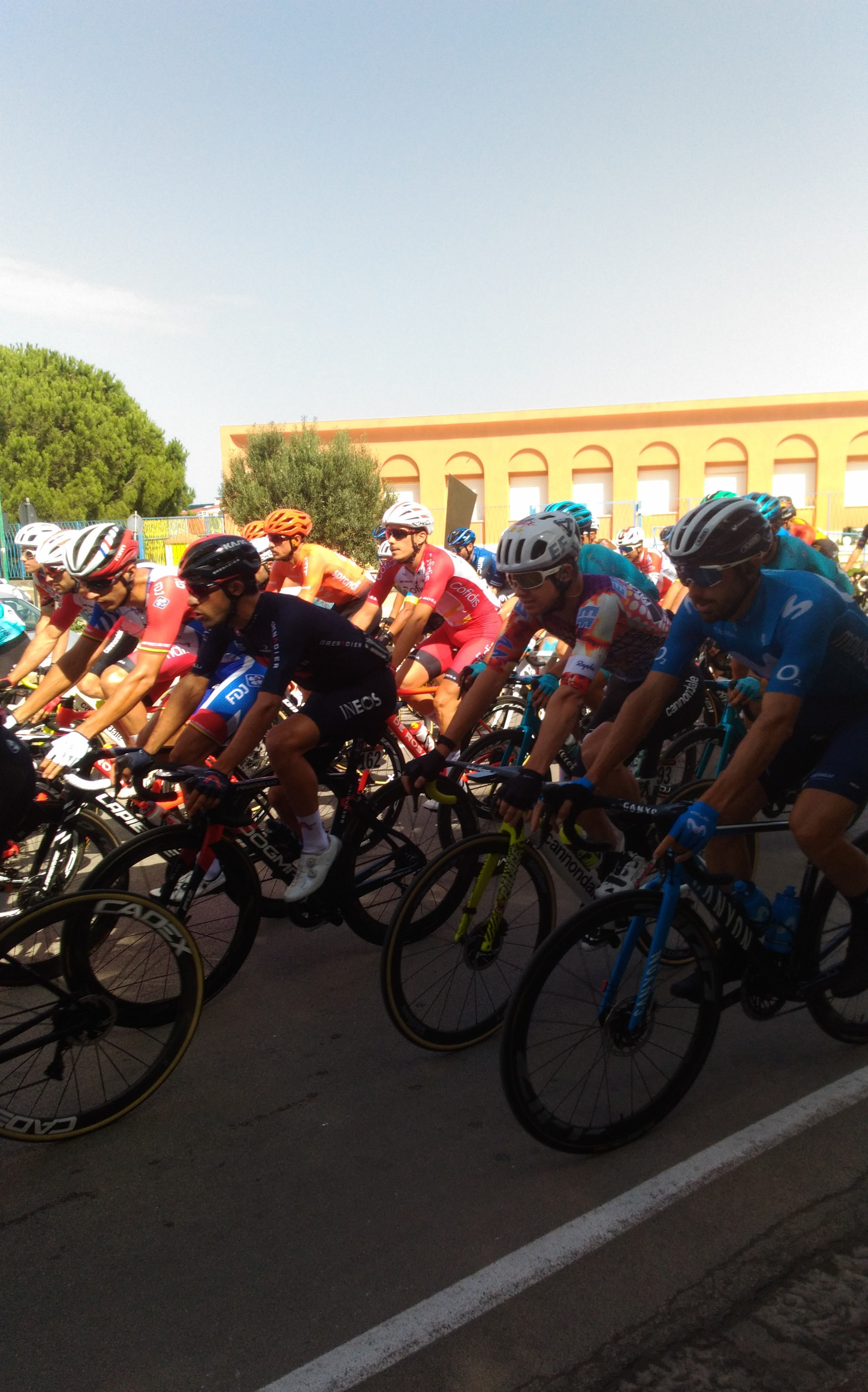
Segunda etapa da 103.ª edição da volta a Itália em bicicleta (Giro d'Italia), realizada em 2020

### 6 - 9 de outubro: Démare domina os sprints, Almeida em rosa
Campeão do mundo da especialidade, Filippo Ganna (Ineos Grenadiers) consegue o contrarrelógio inaugural, com 22 segundos de antemão a João Almeida (Deceuninck-Quick Step) e Mikkel Bjerg (UAE Emirates). Ganna apodera-se assim da camisola rosa, ciclame e branca. 4.º posto da etapa a 23 segundos, Geraint Thomas (Ineos) é o melhor tempo dos favoritos, ganhando a Simon Yates (Mitchelton-Scott) com 26 segundos. Os rivais dos dois britânicos lançaram-se nas últimas posições e têm padecido assim condições meteorológicas mais difíceis, com um vento mais forte. Ilnur Zakarin (CCC Team) concède 1 minuto 05 a Thomas, Wilco Kelderman (Sunweb) 1 minuto 05, Vincenzo Nibali (Trek-Segafredo) 1 minuto 06, Steven Kruijswijk (Jumbo-Visma) 1 minuto 21, Jakob Fuglsang (Astana Pro Team) 1 minuto 24 e Rafał Majka (Bora-Hansgrohe) 1 minuto 37. Vítima de uma queda durante o crono, Miguel Ángel López (Astaná) está obrigado ao abandono.
No dia seguinte, Diego Ulissi (UAE Emirates) impõe-se à cimeira da costa final e toma assim da cabeça da classificação por pontos. Segue Peter Sagan (Bora-Hansgrohe), que se apodera da camisola azul, e Mikkel Frølich Honoré (Deceuninck-Quick Step). O grupo camisola rosa, regulado por Michael Matthews (Sunweb) concède 5 segundos ao trio de cabeça. Filippo Ganna conserva assim a cabeça da classificação geral e da classificação do melhor jovem, com 22 segundos de antemão na João Almeida e 23 a Geraint Thomas. Depois López na véspera, Fuglsang perde o seu segundo tenente em montanha com o abandono de Aleksandr Vlasov.
O Campeão do Equador Jonathan Caicedo (EF Pro Cycling) adjudica-se a primeira etapa de montanha, avançando ao segundo sobrevivente da fuga matinal, Giovanni Visconti (Vini Zabù-KTM), de 21 segundos, enquanto Harm Vanhoucke (Lotto-Soudal), após ter seguido Jonathan Castroviejo (Ineos) no final, completa o pódio a 30 segundos. Vítima de uma queda desde a saída em linha, Geraint Thomas está distanciado pelo pelotão a 30 km da chegada, acompanhado pelo camisola rosa. Simon Yates é deixado para trás na ascensão final, a 9 km da cimeira. Os ataques de Jakob Fuglsang, Vincenzo Nibali e Wilco Kelderman fazem estoirar o grupo dos favoritos nos últimos quilómetros. Kelderman termina 4.º da etapa, a 39 segundos do vencedor, Fuglsang, Majka, Nibali, Castroviejo e Domenico Pozzovivo (NTT) a 51 segundos, Kruijswijk a 56 segundos, Almeida e Pello Bilbao (Bahrain-McLaren) a 1 minuto 03 e Zakarin a 1 minuto 37. Yates concede 4 minutos 22 segundos, Thomas a 12 minutos 19 segundos. João Almeida apodera-se assim das camisola rosa e branca, no mesmo tempo que Jonathan Caicedo, o novo líder da classificação da montanha. O duo avança à classificação geral Pello Bilbao a 37 segundos, Wilco Kelderman a 42, Harm Vanhoucke a 53, Vincenzo Nibali a 53 e Domenico Pozzovivo a 59. Brandon McNulty (UAE Emirates), Jakob Fuglsang e Steven Kruijswijk têm respectivamente 1 minuto 11, 1 minuto 13 e 1 minuto 15 de atraso. Fora do Top 10, Rafał Majka, Ilnur Zakarin, Simon Yates e Geraint Thomas tem a partir de agora a 1 minuto 26, 1 minuto 38, 3 minutos 46 e 11 minutos 17 do camisola rosa. Sofrendo de uma fractura da bacia, Geraint Thomas não tomará a saída da corrida no dia seguinte.

### 10 -? outubro: COVID-19 e fugas vitoriosas
Simon Yates não toma a saída da etapa seguinte, após ter sido declarado positivo ao COVID-19. Sobre a estrada, a fuga, composta de seis corredores, disputa-se a vitória de etapa. Alex Dowsett (Israel Start-Up Nation) levanta os braços, com 1 minuto 15 de antemão a Salvatore Puccio (Ineos), Matthew Holmes (Lotto-Soudal) e Joey Rosskopf (CCC Team), 2 minuto 10 ao seu colega Matthias Brändle e 2 minutos 13 a Simone Ravanelli (Androni Giocattoli-Sidermec). O pelotão, cujo sprint está regulado por Matthews ante Gaviria, termina para perto de 14 minutos de atraso. Não se regista nenhuma alteração para a classificação geral.
Em fecho da primeira semana, oito corredores compõem a fuga do dia. Entre eles, Giovanni Visconti supera em cabeça ambas primeiras subidas da jornada, avançando à cada vez Ruben Guerreiro (EF Pro Cycling) e Jonathan Castroviejo (Ineos). Visconti toma então a cabeça da classificação da montanha. Visconti, Ben O'Connor e Eduardo Sepulveda (Movistar) estão distanciados na penúltima subida do dia. Guerreiro passa então em cabeça à cimeira ante Castroviejo. No ascensão final, Castroviejo ataca a 6,3 km da cimeira, seguido só por Guerreiro. Por trás, Lucas Hamilton (Mitchelton-Scott) e Tao Geoghegan Hart (Ineos) saiam do pelotão. Ruben Guerreiro lança o sprint e impõe-se com 8 segundos de antemão a Jonathan Castroviejo, 58 a Mikkel Bjerg e 1 minuto 16 a Kilian Frankiny (Groupama-FDJ) e Lawrence Warbasse (AG2R La Mondiale). Este sucesso permite assim ao português de apoderar-se da camisola azul, com 8 pts de antemão a Visconti e 39 a Castroviejo. Geoghegan Hart está 6.º da etapa a 1 minuto 19. Avança Hamilton com 13 segundos, Kelderman, Fuglsang e Jai Hindley (Sunweb) com 19 segundos, Majka e Konrad com 22 segundos, Pozzovivo com 25 segundos, Nibali e Bilbao a 33 segundos, Almeida a 37 segundos, Vanhoucke e Kruijswijk a 40 segundos, Zakarin a 49 segundos. João Almeida conserva a cabeça da classificação geral, com 30 segundos de antemão a Wilco Kelderman e 39 a Pello Bilbao. Domenico Pozzovivo, Vincenzo Nibali, Jakob Fuglsang e Harm Vanhoucke estão a aproximadamente 1 minuto do camisola rosa. Steven Kruisjwijk sai do Top 10, ao benefício sobretudo de Jai Hindley, a partir de agora 9.º a 1 minuto 15 do líder.
As equipas Mitchelton-Scott (com quatro membros do staff declarados positivos ao COVID) e a Jumbo-Visma (com Steven Kruijswijk também positivo ao COVID) têm que abandonar a corrida após o primeiro dia de repouso, assim como Michael Matthews. O começo de etapa é muito animado, uma fuga se separa após uma cinquentena de quilómetros. O grupo de cabeça vai reduzir-se a 7 elementos, enquanto a presença ao atacante de Peter Sagan incita a Groupama-FDJ a comprometer uma perseguição intensa. A equipa do camisola ciclame vai no entanto estancar o seu esforço a alguns quilómetros do primeiro sprint intermediário, onde Sagan passa em cabeça. Enquanto Pello Bilbao ataca a menos de 23 km da chegada, a diferente costa do final vão fazer uma selecção nas fileiras do grupo de cabeça, Sagan não sendo acompanhado mais do campeão da Grã-Bretanha Ben Swift (Ineos). Harm Vanhoucke é atrasado a 19 km do objectivo. Sagan marcha em solitário na última costa do dia. Apesar de ataques de Almeida e Pozzovivo, os favoritos ficam agrupados. Jakob Fuglsang está distanciado por problema mecânico na descida. Bilbao consegue retomar a menos de 5 km da chegada. Peter Sagan vai procurar a vitória da etapa, fazendo assim parte da lista dos corredores que têm levantado os braços nas três grandes voltas. Vence com 19 segundos de antemão a Brandon McNulty, saído a 4 km da linha, e 23 segundos ao grupo camisola rosa, regulado por Almeida. Zakarin termina a 50 segundos do vencedor, Fuglsang a 1 minuto 38, Vanhoucke a 3 minutos 59. Peter Sagan volta assim a 20 pts de Arnaud Démare à classificação por pontos. João Almeida reforça a sua camisola rosa, com 34 segundos de antemão a Wilco Kelderman e 43 a Pello Bilbao. Fuglsang e Vanhoucke saem do Top 10, sendo no presente 11.º e 16.º, com 2 minutos 20 e 4 minutos 42. Isso beneficia a Konrad, Hindley e Majka, que ganham a cada um dois lugares à classificação, e sobretudo a Fausto Masnada (Deceuninck-Quick Step) e Hermann Pernsteiner (Bahrain-McLaren), que completam a partir de agora o Top 10, a 1 minuto 36 e 1 minuto 52 do líder.
Arnaud Démare adjudica-se ao sprint a 11. ª etapa e reforça a sua camisola ciclame, avançando a Peter Sagan e Alvaro Hodeg. O campeão da França torna-se o segundo corredor francês a conseguir 4 etapas numa mesma edição do Giro d'Italia, após Bernard Hinault em 1982. Em destaque também o 7.º sucesso da sua carreira em Grandes Voltas, torna-se o corredor francês em activo que tem levantado mais os braços nas provas de três semanas, ante Thibaut Pinot.
No dia seguinte, a fuga matinal, composta de 14 corredores, disputa-se uma nova vez a vitória de etapa. Jhonatan Narváez (Ineos) consegue a etapa, com 1 minuto 08 de antemão na Mark Padun (Bahrain-McLaren), vítima de uma problema mecânico no final, 6 minutos 50 a Simon Clarke (EF Pro Cycling), 7 minutos 30 a Joseph Rosskopf, 7 minutos 43 a Simon Pellaud e 8 minutos 25 ao grupo camisola rosa, regulado por Brandon McNulty. Hermann Pernsteiner termina a 11 minutos 43 do vencedor, Ilnur Zakarin a 21 minutos 06. Uma única mudança tem lugar nas fileiras do Top 10 : Jakob Fuglsang substitui Pernsteiner no 10.º lugar da classificação geral.
A equipa Bora-Hansgrohe endurece a corrida na primeira costa do final da 13.ª etapa, distanciando assim dos sprinters como Arnaud Démare. Graças aos seus jogadores, o camisola ciclame chega a cabeça ao pé da segunda costa. A aceleração de Diego Ulissi nas primeiras pendentes da ascensão faz estoirar o pelotão. Démare está distanciado rapidamente, mas Peter Sagan vai lentamente também perder tempo antes da cimeira. O camisola azul passa depois em cabeça à cimeira. A formação Deceuninck-Quick Step faz um grande trabalho para impedir o regresso do grupo de Sagan e do grupo do camisola ciclame. Diego Ulissi consegue o sprint final, seguindo João Almeida e Patrick Konrad. Almeida reforça assim a sua camisola rosa, com 40 segundos de antemão a Kelderman e 49 a Bilbao.

### 17 -? outubro?: das etapas para Ineos, Almeida e Kelderman desatam-se
Filippo Ganna obtém um novo sucesso por motivo do segundo contrarrelógio. O campeão do mundo avança 26 segundos ao seu colega Rohan Dennis e de 1 minuto 09 a Brandon McNulty. João Almeida e Wilco Kelderman estão no Top 10 da etapa, a 1 minuto 31 e 1 minuto 47 de Ganna. Rafał Majka termina a 2 minutos 37 do vencedor. Pello Bilbao, Vincenzo Nibali, Fausto Masnada e Domenico Pozzovivo a aproximadamente 3 minutos, Jakob Fuglsang a 3 minutos 13, Patrick Konrad e Jai Hindley a mais de 3 minutos 30. Almeida assenta a sua posição de líder da classificação geral, com a partir de agora 56 segundos de antemão a Kelderman. Detrás, Bilbao, McNulty, Nibali, Majka e Pozzovivo mantêm-se numa vintena de segundos, com 2 minutos 11, 2 minutos 23, 2 minutos 30 e 2 minutos 33 (para ambos últimos) de atraso. Masnada, Konrad e Hindley completam o Top 10, a mais de 3 minutos do camisola rosa, enquanto Geoghegan Hart e Fuglsang ficam de fora, a menos de 30 segundos do 10.º lugar.
A formação Sunweb faz estoirar o pelotão na subida final durante a etapa seguinte : a 7,3 km da chegada, Jai Hindley já não é acompanhado do seu líder Wilco Kelderman e de Tao Geoghegan Hart. O trio desata-se definitivamente, os três homens ficam juntos até aos últimos hectometros. Geoghegan Hart lança o sprint e adjudica a etapa, com 2 segundos de antemão a Kelderman e 4 a Hindley. O camisola rosa termina a 37 segundos, Majka a 1 minuto 22, Konrad a 1 minuto 29, Bilbao, Fuglsang e Nibali a 1 minuto 36, Masnada a 1 minuto 38, Pozzovivo a 1 minuto 54 e McNulty a 2 minutos 43. Na fuga, Giovanni Visconti passa em cabeça ambos primeiros cols do dia, depois é 3.º à cimeira do seguinte, e apodera-se assim do camisola azul. Almeida conserva a sua camisola rosa, mas já só possui 15 segundos de antemão a Kelderman. A perto 3 minutos do líder, Hindley sobe ao pódio mas só tem um segundo de antemão ao vencedor do dia. O resto do Top 10 (Bilbao, Majka, Nibali, Pozzovivo, Konrad e Masnada) mantém-se num pouco mais de um minuto.

## Etapas
| Etapa | Data          | Percurso                                  | type                      | Distância (km) | Vencedor           | Líder geral        |
| ----- | ------------- | ----------------------------------------- | ------------------------- | -------------- | ------------------ | ------------------ |
| 1     | 3 out.        | Monreale – Palermo                        | contrarrelógio individual | 15,1           | Filippo Ganna      | Filippo Ganna      |
| 2     | 4 out.        | Alcamo – Agrigento                        | etapa escarpada           | 149            | Diego Ulissi       | Filippo Ganna      |
| 3     | 5 out.        | Enna – Etna                               | alta montanha             | 150            | Jonathan Caicedo   | João Almeida       |
| 4     | 6 out.        | Catânia – Villafranca Tirrena             | etapa plana               | 140            | Arnaud Démare      | João Almeida       |
| 5     | 7 out.        | Mileto – Camigliatello Silano             | média montanha            | 225            | Filippo Ganna      | João Almeida       |
| 6     | 8 out.        | Castrovillari – Matera                    | etapa plana               | 188            | Arnaud Démare      | João Almeida       |
| 7     | 9 out.        | Matera – Brindisi                         | etapa plana               | 143            | Arnaud Démare      | João Almeida       |
| 8     | 10 out.       | Giovinazzo – Vieste                       | média montanha            | 200            | Alex Dowsett       | João Almeida       |
| 9     | 11 out.       | San Salvo – Roccaraso                     | alta montanha             | 207            | Ruben Guerreiro    | João Almeida       |
|       | 12 de outubro | Dia de descanso                           | Dia de descanso           |                |                    |                    |
| 10    | 13 out.       | Lanciano – Tortoreto                      | média montanha            | 177            | Peter Sagan        | João Almeida       |
| 11    | 14 out.       | Porto Sant'Elpidio – Rimini               | etapa plana               | 182            | Arnaud Démare      | João Almeida       |
| 12    | 15 out.       | Cesenatico – Cesenatico                   | média montanha            | 204            | Jhonatan Narváez   | João Almeida       |
| 13    | 16 out.       | Cervia – Monselice                        | etapa escarpada           | 192            | Diego Ulissi       | João Almeida       |
| 14    | 17 out.       | Conegliano – Valdobbiadene                | contrarrelógio individual | 34,1           | Filippo Ganna      | João Almeida       |
| 15    | 18 out.       | Base Aérea de Rivolto – Piancavallo       | alta montanha             | 185            | Tao Geoghegan Hart | João Almeida       |
|       | 19 outubro    | Dia de descanso                           | Dia de descanso           |                |                    |                    |
| 16    | 20 out.       | Udine – San Daniele del Friuli            | média montanha            | 229            | Jan Tratnik        | João Almeida       |
| 17    | 21 out.       | Bassano del Grappa – Madonna di Campiglio | alta montanha             | 203            | Ben O'Connor       | João Almeida       |
| 18    | 22 out.       | Pinzolo – Bacino di San Giacomo           | alta montanha             | 207            | Jai Hindley        | Wilco Kelderman    |
| 19    | 23 out.       | Abbiategrasso – Asti                      | etapa plana               | 124,5          | Josef Černý        | Wilco Kelderman    |
| 20    | 24 out.       | Alba – Sestriere                          | alta montanha             | 190            | Tao Geoghegan Hart | Jai Hindley        |
| 21    | 25 out.       | Cernusco sul Naviglio – Milão             | contrarrelógio individual | 15,7           | Filippo Ganna      | Tao Geoghegan Hart |

## Classificações finais
As classificações finalizaram da seguinte forma:

### Classificação geral(Maglia Rosa)
| \| Classificação geral \| Classificação geral \| Classificação geral \| Classificação geral \| Classificação geral \| \| Ciclista \| Ciclista \| Equipe \| Tempo \| \| \| ------------------- \| ---------------------- \| --------------------- \| ------------------- \| ------------------- \| \| 1. \| Tao Geoghegan Hart \| Ineos Grenadiers \| 85h40m21s \| \| \| 2. \| Jai Hindley \| Team Sunweb \| + 39s \| \| \| 3. \| Wilco Kelderman \| Team Sunweb \| + 1m29s \| \| \| 4. \| João Almeida \| Deceuninck-Quick Step \| + 2m57s \| \| \| 5. \| Pello Bilbao \| Bahrain McLaren \| + 3m09s \| \| \| 6. \| Jakob Fuglsang \| Astana \| + 7m02s \| \| \| 7. \| Vincenzo Nibali \| Trek-Segafredo \| + 8m15s \| \| \| 8. \| Patrick Konrad \| Bora-Hansgrohe \| + 8m42s \| \| \| 9. \| Fausto Masnada \| Deceuninck-Quick Step \| + 9m57s \| \| \| 10. \| Hermann Pernsteiner \| Bahrain McLaren \| + 11m05s \| \| \| 11. \| Domenico Pozzovivo \| NTT Pro Cycling \| + 11m52s \| \| \| 12. \| Rafał Majka \| Bora-Hansgrohe \| + 20m31s \| \| \| 13. \| Sergio Samitier \| Movistar Team \| + 35m29s \| \| \| 14. \| James Knox \| Deceuninck-Quick Step \| + 37m41s \| \| \| 15. \| Brandon McNulty \| UAE Team Emirates \| + 38m10s \| \| \| 16. \| Aurélien Paret-Peintre \| AG2R La Mondiale \| + 45m04s \| \| \| 17. \| Larry Warbasse \| AG2R La Mondiale \| + 53m25s \| \| \| 18. \| Ben Swift \| Ineos Grenadiers \| + 57m36s \| \| \| 19. \| Antonio Pedrero \| Movistar Team \| + 59m36s \| \| \| 20. \| Ben O'Connor \| NTT Pro Cycling \| + 1h02m57s \| \| |                        |                       |            |
| |                        |                       |            |
| Fonte: ProCyclingStats |                        |                       |            |
| Classificação geral |                        |                       |            |
| Ciclista | Ciclista               | Equipe                | Tempo      |
| 1. | Tao Geoghegan Hart     | Ineos Grenadiers      | 85h40m21s  |
| 2. | Jai Hindley            | Team Sunweb           | + 39s      |
| 3. | Wilco Kelderman        | Team Sunweb           | + 1m29s    |
| 4. | João Almeida           | Deceuninck-Quick Step | + 2m57s    |
| 5. | Pello Bilbao           | Bahrain McLaren       | + 3m09s    |
| 6. | Jakob Fuglsang         | Astana                | + 7m02s    |
| 7. | Vincenzo Nibali        | Trek-Segafredo        | + 8m15s    |
| 8. | Patrick Konrad         | Bora-Hansgrohe        | + 8m42s    |
| 9. | Fausto Masnada         | Deceuninck-Quick Step | + 9m57s    |
| 10. | Hermann Pernsteiner    | Bahrain McLaren       | + 11m05s   |
| 11. | Domenico Pozzovivo     | NTT Pro Cycling       | + 11m52s   |
| 12. | Rafał Majka            | Bora-Hansgrohe        | + 20m31s   |
| 13. | Sergio Samitier        | Movistar Team         | + 35m29s   |
| 14. | James Knox             | Deceuninck-Quick Step | + 37m41s   |
| 15. | Brandon McNulty        | UAE Team Emirates     | + 38m10s   |
| 16. | Aurélien Paret-Peintre | AG2R La Mondiale      | + 45m04s   |
| 17. | Larry Warbasse         | AG2R La Mondiale      | + 53m25s   |
| 18. | Ben Swift              | Ineos Grenadiers      | + 57m36s   |
| 19. | Antonio Pedrero        | Movistar Team         | + 59m36s   |
| 20. | Ben O'Connor           | NTT Pro Cycling       | + 1h02m57s |

### Classificação por pontos(Maglia Ciclamino)
| Classificação por pontos | Classificação por pontos | Classificação por pontos    | Classificação por pontos | Classificação por pontos |
| Ciclista                 | Ciclista                 | Equipe                      | Pontos                   |                          |
| ------------------------ | ------------------------ | --------------------------- | ------------------------ | ------------------------ |
| 1.                       | Arnaud Démare            | Groupama-FDJ                | 233 pts                  |                          |
| 2.                       | Peter Sagan              | Bora-Hansgrohe              | 184 pts                  |                          |
| 3.                       | João Almeida             | Deceuninck-Quick Step       | 108 pts                  |                          |
| 4.                       | Filippo Ganna            | Ineos Grenadiers            | 87 pts                   |                          |
| 5.                       | Josef Černý              | CCC Team                    | 78 pts                   |                          |
| 6.                       | Andrea Vendrame          | AG2R La Mondiale            | 78 pts                   |                          |
| 7.                       | Diego Ulissi             | UAE Team Emirates           | 77 pts                   |                          |
| 8.                       | Simon Pellaud            | Androni Giocattoli-Sidermec | 70 pts                   |                          |
| 9.                       | Tao Geoghegan Hart       | Ineos Grenadiers            | 66 pts                   |                          |
| 10.                      | Patrick Konrad           | Bora-Hansgrohe              | 61 pts                   |                          |

### Classificação da montanha(Maglia Azzurra)
| Classificação da montanha | Classificação da montanha | Classificação da montanha | Classificação da montanha | Classificação da montanha |
| Ciclista                  | Ciclista                  | Equipe                    | Pontos                    |                           |
| ------------------------- | ------------------------- | ------------------------- | ------------------------- | ------------------------- |
| 1.                        | Ruben Guerreiro           | EF Pro Cycling            | 234 pts                   |                           |
| 2.                        | Tao Geoghegan Hart        | Ineos Grenadiers          | 157 pts                   |                           |
| 3.                        | Thomas De Gendt           | Lotto-Soudal              | 122 pts                   |                           |
| 4.                        | Rohan Dennis              | Ineos Grenadiers          | 119 pts                   |                           |
| 5.                        | Ben O'Connor              | NTT Pro Cycling           | 71 pts                    |                           |
| 6.                        | Jai Hindley               | Team Sunweb               | 71 pts                    |                           |
| 7.                        | Wilco Kelderman           | Team Sunweb               | 55 pts                    |                           |
| 8.                        | Filippo Ganna             | Ineos Grenadiers          | 48 pts                    |                           |
| 9.                        | Jonathan Castroviejo      | Ineos Grenadiers          | 45 pts                    |                           |
| 10.                       | Einer Rubio               | Movistar Team             | 44 pts                    |                           |

### Classificação dos jovens(Maglia Bianca)
| Classificação dos jovens | Classificação dos jovens | Classificação dos jovens | Classificação dos jovens | Classificação dos jovens |
| Ciclista                 | Ciclista                 | Equipe                   | Tempo                    |                          |
| ------------------------ | ------------------------ | ------------------------ | ------------------------ | ------------------------ |
| 1.                       | Tao Geoghegan Hart       | Ineos Grenadiers         | 85h40m21s                |                          |
| 2.                       | Jai Hindley              | Team Sunweb              | + 39s                    |                          |
| 3.                       | João Almeida             | Deceuninck-Quick Step    | + 2m57s                  |                          |
| 4.                       | Sergio Samitier          | Movistar Team            | + 35m29s                 |                          |
| 5.                       | James Knox               | Deceuninck-Quick Step    | + 37m41s                 |                          |
| 6.                       | Brandon McNulty          | UAE Team Emirates        | + 38m10s                 |                          |
| 7.                       | Aurélien Paret-Peintre   | AG2R La Mondiale         | + 45m04s                 |                          |
| 8.                       | Ben O'Connor             | NTT Pro Cycling          | + 1h02m57s               |                          |
| 9.                       | Sam Oomen                | Team Sunweb              | + 1h03m46s               |                          |
| 10.                      | Matteo Fabbro            | Bora-Hansgrohe           | + 1h13m49s               |                          |

### Classificação dos sprint intermediários
| Classificação por velocidade | Classificação por velocidade | Classificação por velocidade | Classificação por velocidade | Classificação por velocidade |
| Ciclista                     | Ciclista                     | Equipe                       | Pontos                       |                              |
| ---------------------------- | ---------------------------- | ---------------------------- | ---------------------------- | ---------------------------- |
| 1.                           | Simon Pellaud                | Androni Giocattoli-Sidermec  | 78 pts                       |                              |
| 2.                           | Thomas De Gendt              | Lotto-Soudal                 | 56 pts                       |                              |
| 3.                           | Marco Frapporti              | Vini Zabù-Brado-KTM          | 44 pts                       |                              |
| 4.                           | Mattia Bais                  | Androni Giocattoli-Sidermec  | 34 pts                       |                              |
| 5.                           | Jhonatan Restrepo            | Androni Giocattoli-Sidermec  | 28 pts                       |                              |
| 6.                           | Andrea Vendrame              | AG2R La Mondiale             | 25 pts                       |                              |
| 7.                           | Peter Sagan                  | Bora-Hansgrohe               | 21 pts                       |                              |
| 8.                           | Francesco Romano             | Bardiani CSF Faizanè         | 20 pts                       |                              |
| 9.                           | Héctor Carretero             | Movistar Team                | 19 pts                       |                              |
| 10.                          | Matthew Holmes               | Lotto-Soudal                 | 17 pts                       |                              |

### Classificação da combatividade
| Classificação da combatividade | Classificação da combatividade | Classificação da combatividade | Classificação da combatividade | Classificação da combatividade |
| Ciclista                       | Ciclista                       | Equipe                         | Pontos                         |                                |
| ------------------------------ | ------------------------------ | ------------------------------ | ------------------------------ | ------------------------------ |
| 1.                             | Thomas De Gendt                | Lotto-Soudal                   | 55 pts                         |                                |
| 2.                             | Simon Pellaud                  | Androni Giocattoli-Sidermec    | 52 pts                         |                                |
| 3.                             | Tao Geoghegan Hart             | Ineos Grenadiers               | 45 pts                         |                                |
| 4.                             | Ruben Guerreiro                | EF Pro Cycling                 | 45 pts                         |                                |
| 5.                             | Peter Sagan                    | Bora-Hansgrohe                 | 40 pts                         |                                |
| 6.                             | Rohan Dennis                   | Ineos Grenadiers               | 39 pts                         |                                |
| 7.                             | Filippo Ganna                  | Ineos Grenadiers               | 37 pts                         |                                |
| 8.                             | Jai Hindley                    | Team Sunweb                    | 36 pts                         |                                |
| 9.                             | João Almeida                   | Deceuninck-Quick Step          | 35 pts                         |                                |
| 10.                            | Arnaud Démare                  | Groupama-FDJ                   | 33 pts                         |                                |

### Classificação por equipas"Super Team"
| Classificação por equipes | Classificação por equipes | Classificação por equipes | Classificação por equipes |
| Equipe                    | Equipe                    | Tempo                     |                           |
| ------------------------- | ------------------------- | ------------------------- | ------------------------- |
| 1.                        | Ineos Grenadiers          | 257h15m58s                |                           |
| 2.                        | Deceuninck-Quick Step     | + 22m32s                  |                           |
| 3.                        | Team Sunweb               | + 28m50s                  |                           |
| 4.                        | Bahrain McLaren           | + 32m50s                  |                           |
| 5.                        | Bora-Hansgrohe            | + 1h12m34s                |                           |
| 6.                        | NTT Pro Cycling           | + 1h49m59s                |                           |
| 7.                        | AG2R La Mondiale          | + 2h04m38s                |                           |
| 8.                        | Movistar Team             | + 2h08m26s                |                           |
| 9.                        | Astana                    | + 2h29m44s                |                           |
| 10.                       | Trek-Segafredo            | + 2h42m36s                |                           |

#### Outras classificações
- Classificação dos sprints intermediários :
- Classificação da combatividade :
- Classificação Fuga Pinarello :
- Cima Coppi :
- Cima Pantani :

## Evolução das classificações
| Etapa                 | Vencedor              | Classificação geral Maglia Rosa | Classificação por pontos Maglia Ciclamino | Classificação da montanha Maglia Azzurra | Classificação dos jovens Maglia Bianca | Classificação por equipas por tempos |
| --------------------- | --------------------- | ------------------------------- | ----------------------------------------- | ---------------------------------------- | -------------------------------------- | ------------------------------------ |
| 1.ª                   | Filippo Ganna         | Filippo Ganna                   | Filippo Ganna                             | Rick Zabel                               | Filippo Ganna                          | Ineos Grenadiers                     |
| 2.ª                   | Diego Ulissi          | Filippo Ganna                   | Diego Ulissi                              | Peter Sagan                              | Filippo Ganna                          | Ineos Grenadiers                     |
| 3.ª                   | Jonathan Caicedo      | João Almeida                    | Diego Ulissi                              | Jonathan Caicedo                         | João Almeida                           | Deceuninck-Quick Step                |
| 4.ª                   | Arnaud Démare         | João Almeida                    | Peter Sagan                               | Jonathan Caicedo                         | João Almeida                           | Deceuninck-Quick Step                |
| 5.ª                   | Filippo Ganna         | João Almeida                    | Peter Sagan                               | Filippo Ganna                            | João Almeida                           | Deceuninck-Quick Step                |
| 6.ª                   | Arnaud Démare         | João Almeida                    | Arnaud Démare                             | Filippo Ganna                            | João Almeida                           | Deceuninck-Quick Step                |
| 7.ª                   | Arnaud Démare         | João Almeida                    | Arnaud Démare                             | Filippo Ganna                            | João Almeida                           | Deceuninck-Quick Step                |
| 8.ª                   | Alex Dowsett          | João Almeida                    | Arnaud Démare                             | Filippo Ganna                            | João Almeida                           | Ineos Grenadiers                     |
| 9.ª                   | Ruben Guerreiro       | João Almeida                    | Arnaud Démare                             | Ruben Guerreiro                          | João Almeida                           | Ineos Grenadiers                     |
| 10.ª                  | Peter Sagan           | João Almeida                    | Arnaud Démare                             | Ruben Guerreiro                          | João Almeida                           | Ineos Grenadiers                     |
| 11.ª                  | Arnaud Démare         | João Almeida                    | Arnaud Démare                             | Ruben Guerreiro                          | João Almeida                           | Ineos Grenadiers                     |
| 12.ª                  | Jhonatan Narváez      | João Almeida                    | Arnaud Démare                             | Ruben Guerreiro                          | João Almeida                           | Ineos Grenadiers                     |
| 13.ª                  | Diego Ulissi          | João Almeida                    | Arnaud Démare                             | Ruben Guerreiro                          | João Almeida                           | Ineos Grenadiers                     |
| 14.ª                  | Filippo Ganna         | João Almeida                    | Arnaud Démare                             | Ruben Guerreiro                          | João Almeida                           | Ineos Grenadiers                     |
| 15.ª                  | Tao Geoghegan Hart    | João Almeida                    | Arnaud Démare                             | Giovanni Visconti                        | João Almeida                           | Ineos Grenadiers                     |
| 16.ª                  | Jan Tratnik           | João Almeida                    | Arnaud Démare                             | Giovanni Visconti                        | João Almeida                           | Ineos Grenadiers                     |
| 17.ª                  | Ben O'Connor          | João Almeida                    | Arnaud Démare                             | Ruben Guerreiro                          | João Almeida                           | Ineos Grenadiers                     |
| 18.ª                  | Jai Hindley           | Wilco Kelderman                 | Arnaud Démare                             | Ruben Guerreiro                          | Jai Hindley                            | Ineos Grenadiers                     |
| 19.ª                  | Josef Černý           | Wilco Kelderman                 | Arnaud Démare                             | Ruben Guerreiro                          | Jai Hindley                            | Ineos Grenadiers                     |
| 20.ª                  | Tao Geoghegan Hart    | Jai Hindley                     | Arnaud Démare                             | Ruben Guerreiro                          | Jai Hindley                            | Ineos Grenadiers                     |
| 21.ª                  | Filippo Ganna         | Tao Geoghegan Hart              | Arnaud Démare                             | Ruben Guerreiro                          | Tao Geoghegan Hart                     | Ineos Grenadiers                     |
| Classificações finais | Classificações finais | Tao Geoghegan Hart              | Arnaud Démare                             | Ruben Guerreiro                          | Tao Geoghegan Hart                     | Ineos Grenadiers                     |

### Regulamentos
A classificação geral, cujo líder leva a camisola rosa, se estabelece somando os tempos realizados à cada etapa, depois subtrai-se de eventuais bonificações (10, 6 e 4 segundos à chegada das etapas em linha e 3, 2 e 1 segundos ao segundo sprint intermediário de cada etapa). Em caso de igualdade, os critérios de partida, na ordem, estão : centésimos de segundo gravado durante a contrarrelógio, adição dos lugares obtidos durante cada etapa, posto obtido durante a última etapa. Esta classificação é o mais de importante da corrida e o ganhador é o vencedor do Giro.
O líder do Classificação por pontos leva a camisola ciclame. Para o quarto ano consecutivo, a partilha dos pontos é diferente segundo o tipo de etapa. Assim, a classificação por pontos está estabelecido em funções do barómetro seguinte :
- Para as chegadas das etapas ditas « sem dificuldade » ou de « baixa dificuldade » : 50 pontos, 35, 25, 18, 14, 12, 10, 8, 7, 6, 5, 4, 3, 2, 1 ponto para os 15 primeiros corredores classificados ;
- Para as chegadas das etapas ditas de « média dificuldade » : 25 pontos, 18, 12, 8, 6, 5, 4, 3, 2, 1 ponto para os 10 primeiros corredores classificados ;
- Para as chegadas das etapas ditas de « elevada montanha » e a contrarrelógio individual : 15 pontos, 12, 9, 7, 6, 5, 4, 3, 2 e 1 ponto para os 10 primeiros corredores classificados ;
- Para os sprints intermediários das etapas « sem dificuldade » ou de « baixa dificuldade » : 20 pontos, 12, 8, 6, 4, 3, 2 e 1 ponto para os 8 primeiros corredores classificados ;
- Para os sprints intermediários das etapas de « média dificuldade » : 10 pontos, 6, 3, 2 e 1 ponto para os 5 primeiros corredores classificados ;
- Para os sprints intermediários das etapas de « elevada montanha » : 8 pontos, 4 e 1 ponto para os 3 primeiros corredores classificados.

Em caso de igualdade de pontos, os critérios de partida, na ordem, estão : número de vitórias de etapa, número de sprints intermediários, classificação geral.
O classificação da montanha, cujo líder leva a camisola azul, muda na partilha dos pontos. O número de categorias fica o mesmo. Assim, a classificação por pontos está estabelecido em funções do barómetro seguinte :
- Para a ascensão dita Cima Coppi : 45, 30, 20, 14, 10, 6, 4, 2 e 1 ponto para os 9 primeiros corredores classificados ;
- Para as ascensões de 1.ª categoria : 35, 18, 12, 9, 6, 4, 2 e 1 ponto para os 8 primeiros corredores classificados ;
- Para as ascensões de 2.ª categoria : 15, 8, 6, 4, 2 e 1 ponto para os 6 primeiros corredores classificados ;
- Para as ascensões de 3.ª categoria : 7, 4, 2 e 1 ponto para os 4 primeiros corredores classificados ;
- Para as ascensões de 4.ª categoria : 3, 2 e 1 ponto para os 3 primeiros corredores classificados.

Em caso de igualdade de pontos, os critérios de partida, na ordem, estão : número de primeiros lugares na Cima Coppi, as ascensões de 1.ª, de 2ª, de 3.ª, após 4.ª categoria, e a classificação geral.
O Classificação do melhor jovem, cujo líder leva a camisola branca, é a classificação geral dos corredores nascidos após o 1 de janeiro de 1995.
Há igualmente um Classificação para as equipas. A classificação por equipas da etapa é a adição das três melhores tempos individuais da cada equipa, salvo durante a contrarrelógio por equipas, onde se toma o tempo da equipa. Em caso de igualdade, os critérios de partida, na ordem, estão : adição dos lugares dos 3 primeiros corredores das equipas implicadas, lugar do melhor corredor na a etapa. Calcular a classificação por equipas volta a somar a classificação por equipas da cada etapa. Em caso de igualdade, os critérios de partida, na ordem, estão : número de primeiros lugares na classificação por equipas do dia, número de segundos lugares na classificação por equipas do dia, etc., lugar à classificação geral do melhor corredor das equipas implicadas.

## Ciclistas participantes e posições finais
| Legenda                             | Legenda | Legenda                                 | Legenda                                                                                 |
| ----------------------------------- | --- | --------------------------------------- | --------------------------------------------------------------------------------------- |
| Num                                 | Jersey de saída vestida pelo corredor neste Giro d'Italia                                                        | Pos                                     | Posição final na classificação geral                                                    |
| Leader da classificação geral       | Indica o vencedor da classificação geral                                                                         |                                         | Indica o vencedor da classificação da montanha                                          |
| Leader da classificação des sprints | Indica o vencedor da classificação dos sprints                                                                   | Leader da classificação do melhor jovem | Indica o vencedor da classificação do melhor jovem                                      |
|                                     | Indica uma camisola de campeão nacional ou mundial, indica a sua especialidade                                   | #                                       | Indica a melhor equipa                                                                  |
| NP                                  | Indica um corredor que não tomou a saída de uma etapa, indica o número da etapa onde se retirou                  | AB                                      | Indica um corredor que não terminou uma etapa, indica o número da etapa onde se retirou |
| HD                                  | Indica um corredor que terminou uma etapa fora de tempo, indica o número de etapa                                | DSQ                                     | Indica um corredor que foi desqualificado da corrida, indica o número da etapa          |
| *                                   | Indica um corredor válido para a classificação do melhor jovem (corredores nascidos depois de 1 de janeiro 1995) |                                         |                                                                                         |

| AG2R La Mondiale ALM | AG2R La Mondiale ALM         | AG2R La Mondiale ALM |
| -------------------- | ---------------------------- | -------------------- |
| Num                  | Ciclista                     | Pos                  |
| 1                    | Tony Gallopin (FRA)          | NP-8                 |
| 2                    | François Bidard (FRA)        | 39.                  |
| 3                    | Geoffrey Bouchard (FRA)      | 55.                  |
| 4                    | Ben Gastauer (LUX)           | DNF-8                |
| 5                    | Jaakko Hänninen (FIN)        | 73.                  |
| 6                    | Aurélien Paret-Peintre (FRA) | 16.                  |
| 7                    | Andrea Vendrame (ITA)        | 50.                  |
| 8                    | Larry Warbasse (USA)         | 17.                  |

| Androni Giocattoli-Sidermec ANS | Androni Giocattoli-Sidermec ANS   | Androni Giocattoli-Sidermec ANS |
| ------------------------------- | --------------------------------- | ------------------------------- |
| Num                             | Ciclista                          | Pos                             |
| 11                              | Mattia Bais (ITA)                 | 102.                            |
| 12                              | Alessandro Bisolti (ITA)          | 90.                             |
| 13                              | Alexander Cepeda (ECU)            | 78.                             |
| 14                              | Luca Chirico (ITA)                | 85.                             |
| 15                              | Simon Pellaud (SUI)               | 71.                             |
| 16                              | Simone Ravanelli (ITA)            | 74.                             |
| 17                              | Jhonatan Restrepo (COL)           | 103.                            |
| 18                              | Josip Rumac (CRO) (estrada e CRI) | 99.                             |

| Astana AST | Astana AST                         | Astana AST |
| ---------- | ---------------------------------- | ---------- |
| Num        | Ciclista                           | Pos        |
| 21         | Jakob Fuglsang (DEN)               | 6.         |
| 22         | Manuele Boaro (ITA)                | DNF-18     |
| 23         | Rodrigo Contreras (COL)            | 110.       |
| 24         | Fabio Felline (ITA)                | 25.        |
| 25         | Jonas Gregaard (DEN)               | 53.        |
| 26         | Miguel Ángel López (COL)           | DNF-1      |
| 27         | Óscar Rodríguez Garaicoechea (ESP) | 45.        |
| 28         | Aleksandr Vlasov (RUS)             | DNF-2      |

| Bahrain McLaren TBM | Bahrain McLaren TBM       | Bahrain McLaren TBM |
| ------------------- | ------------------------- | ------------------- |
| Num                 | Ciclista                  | Pos                 |
| 31                  | Yukiya Arashiro (JPN)     | 89.                 |
| 32                  | Enrico Battaglin (ITA)    | 46.                 |
| 33                  | Pello Bilbao (ESP) (CRI)  | 5.                  |
| 34                  | Eros Capecchi (ITA)       | 87.                 |
| 35                  | Domen Novak (SLO)         | 59.                 |
| 36                  | Mark Padun (UKR)          | 70.                 |
| 37                  | Hermann Pernsteiner (AUT) | 10.                 |
| 38                  | Jan Tratnik (SLO)         | 62.                 |

| Bardiani CSF Faizanè BCF | Bardiani CSF Faizanè BCF | Bardiani CSF Faizanè BCF |
| ------------------------ | ------------------------ | ------------------------ |
| Num                      | Ciclista                 | Pos                      |
| 41                       | Giovanni Carboni (ITA)   | 82.                      |
| 42                       | Luca Covili (ITA)        | HD-1                     |
| 43                       | Filippo Fiorelli (ITA)   | 109.                     |
| 44                       | Giovanni Lonardi (ITA)   | 125.                     |
| 45                       | Fabio Mazzucco (ITA)     | 129.                     |
| 46                       | Francesco Romano (ITA)   | 91.                      |
| 47                       | Alessandro Tonelli (ITA) | 51.                      |
| 48                       | Filippo Zana (ITA)       | 100.                     |

| Bora-Hansgrohe BOH | Bora-Hansgrohe BOH     | Bora-Hansgrohe BOH |
| ------------------ | ---------------------- | ------------------ |
| Num                | Ciclista               | Pos                |
| 51                 | Peter Sagan (SVK)      | 92.                |
| 52                 | Cesare Benedetti (ITA) | 94.                |
| 53                 | Maciej Bodnar (POL)    | 107.               |
| 54                 | Matteo Fabbro (ITA)    | 23.                |
| 55                 | Patrick Gamper (AUT)   | NP-8               |
| 56                 | Patrick Konrad (AUT)   | 8.                 |
| 57                 | Rafał Majka (POL)      | 12.                |
| 58                 | Paweł Poljański (POL)  | 67.                |

| CCC Team CCC | CCC Team CCC             | CCC Team CCC |
| ------------ | ------------------------ | ------------ |
| Num          | Ciclista                 | Pos          |
| 61           | Ilnur Zakarin (RUS)      | 22.          |
| 62           | Josef Černý (CZE) (CRI)  | 86.          |
| 63           | Víctor de la Parte (ESP) | 34.          |
| 64           | Kamil Gradek (POL) (CRI) | 104.         |
| 65           | Pavel Kochetkov (RUS)    | DNF-9        |
| 66           | Kamil Małecki (POL)      | 68.          |
| 67           | Joey Rosskopf (USA)      | 64.          |
| 68           | Attila Valter (HUN)      | 27.          |

| Cofidis COF | Cofidis COF              | Cofidis COF |
| ----------- | ------------------------ | ----------- |
| Num         | Ciclista                 | Pos         |
| 71          | Elia Viviani (ITA)       | 112.        |
| 72          | Simone Consonni (ITA)    | 115.        |
| 73          | Nicolas Edet (FRA)       | DNF-15      |
| 74          | Nathan Haas (AUS)        | 119.        |
| 75          | Jesper Hansen (DEN)      | 44.         |
| 76          | Mathias Le Turnier (FRA) | 80.         |
| 77          | Marco Mathis (GER)       | 130.        |
| 78          | Stéphane Rossetto (FRA)  | 63.         |

| Deceuninck-Quick Step DQT | Deceuninck-Quick Step DQT | Deceuninck-Quick Step DQT |
| ------------------------- | ------------------------- | ------------------------- |
| Num                       | Ciclista                  | Pos                       |
| 81                        | João Almeida (POR)        | 4.                        |
| 82                        | Davide Ballerini (ITA)    | 72.                       |
| 83                        | Álvaro Hodeg (COL)        | 131.                      |
| 84                        | Mikkel Honoré (DEN)       | 30.                       |
| 85                        | Iljo Keisse (BEL)         | 122.                      |
| 86                        | James Knox (GBR)          | 14.                       |
| 87                        | Fausto Masnada (ITA)      | 9.                        |
| 88                        | Pieter Serry (BEL)        | 28.                       |

| EF Pro Cycling EF1 | EF Pro Cycling EF1     | EF Pro Cycling EF1 |
| ------------------ | ---------------------- | ------------------ |
| Num                | Ciclista               | Pos                |
| 91                 | Sean Bennett (USA)     | NP-8               |
| 92                 | Jonathan Caicedo (ECU) | 65.                |
| 93                 | Simon Clarke (AUS)     | 75.                |
| 94                 | Lawson Craddock (USA)  | NP-10              |
| 95                 | Ruben Guerreiro (POR)  | 33.                |
| 96                 | Tanel Kangert (EST)    | 32.                |
| 97                 | Lachlan Morton (AUS)   | 111.               |
| 98                 | James Whelan (AUS)     | 105.               |

| Groupama-FDJ GFC | Groupama-FDJ GFC              | Groupama-FDJ GFC |
| ---------------- | ----------------------------- | ---------------- |
| Num              | Ciclista                      | Pos              |
| 101              | Arnaud Démare (FRA) (estrada) | 121.             |
| 102              | Kilian Frankiny (SUI)         | 77.              |
| 103              | Jacopo Guarnieri (ITA)        | 128.             |
| 104              | Simon Guglielmi (FRA)         | 116.             |
| 105              | Ignatas Konovalovas (LTU)     | 124.             |
| 106              | Miles Scotson (AUS)           | 113.             |
| 107              | Ramon Sinkeldam (NED)         | DNF-10           |
| 109              | Benjamin Thomas (FRA)         | DNF-5            |

| Israel Start-Up Nation ISN | Israel Start-Up Nation ISN   | Israel Start-Up Nation ISN |
| -------------------------- | ---------------------------- | -------------------------- |
| Num                        | Ciclista                     | Pos                        |
| 111                        | Rudy Barbier (FRA)           | NP-9                       |
| 112                        | Matthias Brändle (AUT) (CRI) | 126.                       |
| 113                        | Alexander Cataford (CAN)     | DNF-12                     |
| 114                        | Davide Cimolai (ITA)         | 118.                       |
| 115                        | Alex Dowsett (GBR) (CRI)     | 120.                       |
| 116                        | Daniel Navarro (ESP)         | 48.                        |
| 117                        | Guy Sagiv (ISR) (estrada)    | 132.                       |
| 118                        | Rick Zabel (GER)             | 123.                       |

| Lotto-Soudal LTS | Lotto-Soudal LTS         | Lotto-Soudal LTS |
| ---------------- | ------------------------ | ---------------- |
| Num              | Ciclista                 | Pos              |
| 121              | Sander Armée (BEL)       | 47.              |
| 122              | Thomas De Gendt (BEL)    | 41.              |
| 123              | Jonathan Dibben (GBR)    | 133.             |
| 124              | Carl Fredrik Hagen (NOR) | 42.              |
| 125              | Adam Hansen (AUS)        | 117.             |
| 126              | Matthew Holmes (GBR)     | 81.              |
| 127              | Stefano Oldani (ITA)     | 98.              |
| 128              | Harm Vanhoucke (BEL)     | 60.              |

| Mitchelton-Scott MTS | Mitchelton-Scott MTS          | Mitchelton-Scott MTS |
| -------------------- | ----------------------------- | -------------------- |
| Num                  | Ciclista                      | Pos                  |
| 131                  | Simon Yates (GBR)             | NP-8                 |
| 132                  | Edoardo Affini (ITA)          | NP-8                 |
| 133                  | Brent Bookwalter (USA)        | NP-6                 |
| 134                  | Jack Haig (AUS)               | NP-10                |
| 135                  | Lucas Hamilton (AUS)          | NP-10                |
| 136                  | Michael Hepburn (AUS)         | NP-10                |
| 137                  | Damien Howson (AUS)           | NP-10                |
| 138                  | Cameron Meyer (AUS) (estrada) | NP-10                |

| Movistar Team MOV | Movistar Team MOV       | Movistar Team MOV |
| ----------------- | ----------------------- | ----------------- |
| Num               | Ciclista                | Pos               |
| 141               | Héctor Carretero (ESP)  | 79.               |
| 142               | Dario Cataldo (ITA)     | 66.               |
| 143               | Antonio Pedrero (ESP)   | 19.               |
| 144               | Einer Rubio (COL)       | 58.               |
| 145               | Sergio Samitier (ESP)   | 13.               |
| 146               | Eduardo Sepúlveda (ARG) | 57.               |
| 147               | Albert Torres (ESP)     | 106.              |
| 148               | Davide Villella (ITA)   | 40.               |

| NTT Pro Cycling NTT | NTT Pro Cycling NTT          | NTT Pro Cycling NTT |
| ------------------- | ---------------------------- | ------------------- |
| Num                 | Ciclista                     | Pos                 |
| 151                 | Louis Meintjes (RSA)         | 36.                 |
| 152                 | Victor Campenaerts (BEL)     | 95.                 |
| 153                 | Amanuel Gebrezgabihier (ERI) | 54.                 |
| 154                 | Ben O'Connor (AUS)           | 20.                 |
| 155                 | Domenico Pozzovivo (ITA)     | 11.                 |
| 156                 | Matteo Sobrero (ITA)         | 76.                 |
| 157                 | Dylan Sunderland (AUS)       | 114.                |
| 158                 | Danilo Wyss (SUI)            | 84.                 |

| Ineos Grenadiers IGD | Ineos Grenadiers IGD       | Ineos Grenadiers IGD |
| -------------------- | -------------------------- | -------------------- |
| Num                  | Ciclista                   | Pos                  |
| 161                  | Geraint Thomas (GBR)       | NP-4                 |
| 162                  | Jonathan Castroviejo (ESP) | 24.                  |
| 163                  | Rohan Dennis (AUS)         | 35.                  |
| 164                  | Filippo Ganna (ITA) (CRI)  | 61.                  |
| 165                  | Tao Geoghegan Hart (GBR)   | 1.                   |
| 166                  | Jhonatan Narváez (ECU)     | DNF-15               |
| 167                  | Salvatore Puccio (ITA)     | 56.                  |
| 168                  | Ben Swift (GBR) (estrada)  | 18.                  |

| Jumbo-Visma TJV | Jumbo-Visma TJV           | Jumbo-Visma TJV |
| --------------- | ------------------------- | --------------- |
| Num             | Ciclista                  | Pos             |
| 171             | Steven Kruijswijk (NED)   | NP-10           |
| 172             | Koen Bouwman (NED)        | NP-10           |
| 173             | Tobias Foss (NOR)         | NP-10           |
| 174             | Chris Harper (AUS)        | NP-10           |
| 175             | Tony Martin (GER)         | NP-10           |
| 176             | Christoph Pfingsten (GER) | NP-10           |
| 177             | Antwan Tolhoek (NED)      | NP-10           |
| 178             | Jos van Emden (NED)       | NP-10           |

| Team Sunweb SUN | Team Sunweb SUN        | Team Sunweb SUN |
| --------------- | ---------------------- | --------------- |
| Num             | Ciclista               | Pos             |
| 181             | Wilco Kelderman (NED)  | 3.              |
| 182             | Nico Denz (GER)        | 83.             |
| 183             | Chad Haga (USA)        | 69.             |
| 184             | Chris Hamilton (AUS)   | 29.             |
| 185             | Jai Hindley (AUS)      | 2.              |
| 186             | Michael Matthews (AUS) | NP-10           |
| 187             | Sam Oomen (NED)        | 21.             |
| 188             | Martijn Tusveld (NED)  | 26.             |

| Trek-Segafredo TFS | Trek-Segafredo TFS       | Trek-Segafredo TFS |
| ------------------ | ------------------------ | ------------------ |
| Num                | Ciclista                 | Pos                |
| 191                | Vincenzo Nibali (ITA)    | 7.                 |
| 192                | Julien Bernard (FRA)     | 49.                |
| 193                | Gianluca Brambilla (ITA) | DNF-15             |
| 194                | Giulio Ciccone (ITA)     | NP-14              |
| 195                | Nicola Conci (ITA)       | 52.                |
| 196                | Jacopo Mosca (ITA)       | 31.                |
| 197                | Antonio Nibali (ITA)     | 37.                |
| 198                | Pieter Weening (NED)     | DNF-5              |

| UAE Team Emirates UAD | UAE Team Emirates UAD       | UAE Team Emirates UAD |
| --------------------- | --------------------------- | --------------------- |
| Num                   | Ciclista                    | Pos                   |
| 201                   | Diego Ulissi (ITA)          | 38.                   |
| 202                   | Mikkel Bjerg (DEN)          | 97.                   |
| 203                   | Valerio Conti (ITA)         | 101.                  |
| 204                   | Joe Dombrowski (USA)        | 43.                   |
| 205                   | Fernando Gaviria (COL)      | NP-16                 |
| 206                   | Brandon McNulty (USA)       | 15.                   |
| 207                   | Juan Sebastián Molano (COL) | NP-15                 |
| 208                   | Maximiliano Richeze (ARG)   | DNF-16                |

| Vini Zabù-Brado-KTM THR | Vini Zabù-Brado-KTM THR | Vini Zabù-Brado-KTM THR |
| ----------------------- | ----------------------- | ----------------------- |
| Num                     | Ciclista                | Pos                     |
| 211                     | Giovanni Visconti (ITA) | NP-18                   |
| 212                     | Simone Bevilacqua (ITA) | 127.                    |
| 213                     | Marco Frapporti (ITA)   | 108.                    |
| 214                     | Lorenzo Rota (ITA)      | 93.                     |
| 215                     | Matteo Spreafico (ITA)  | DQ-1                    |
| 216                     | Etienne van Empel (NED) | 88.                     |
| 217                     | Luca Wackermann (ITA)   | NP-5                    |
| 218                     | Edoardo Zardini (ITA)   | 96.                     |

| AG2R La Mondiale ALM | AG2R La Mondiale ALM         | AG2R La Mondiale ALM |
| -------------------- | ---------------------------- | -------------------- |
| Num                  | Ciclista                     | Pos                  |
| 1                    | Tony Gallopin (FRA)          | NP-8                 |
| 2                    | François Bidard (FRA)        | 39.                  |
| 3                    | Geoffrey Bouchard (FRA)      | 55.                  |
| 4                    | Ben Gastauer (LUX)           | DNF-8                |
| 5                    | Jaakko Hänninen (FIN)        | 73.                  |
| 6                    | Aurélien Paret-Peintre (FRA) | 16.                  |
| 7                    | Andrea Vendrame (ITA)        | 50.                  |
| 8                    | Larry Warbasse (USA)         | 17.                  |

| Androni Giocattoli-Sidermec ANS | Androni Giocattoli-Sidermec ANS   | Androni Giocattoli-Sidermec ANS |
| ------------------------------- | --------------------------------- | ------------------------------- |
| Num                             | Ciclista                          | Pos                             |
| 11                              | Mattia Bais (ITA)                 | 102.                            |
| 12                              | Alessandro Bisolti (ITA)          | 90.                             |
| 13                              | Alexander Cepeda (ECU)            | 78.                             |
| 14                              | Luca Chirico (ITA)                | 85.                             |
| 15                              | Simon Pellaud (SUI)               | 71.                             |
| 16                              | Simone Ravanelli (ITA)            | 74.                             |
| 17                              | Jhonatan Restrepo (COL)           | 103.                            |
| 18                              | Josip Rumac (CRO) (estrada e CRI) | 99.                             |

| Astana AST | Astana AST                         | Astana AST |
| ---------- | ---------------------------------- | ---------- |
| Num        | Ciclista                           | Pos        |
| 21         | Jakob Fuglsang (DEN)               | 6.         |
| 22         | Manuele Boaro (ITA)                | DNF-18     |
| 23         | Rodrigo Contreras (COL)            | 110.       |
| 24         | Fabio Felline (ITA)                | 25.        |
| 25         | Jonas Gregaard (DEN)               | 53.        |
| 26         | Miguel Ángel López (COL)           | DNF-1      |
| 27         | Óscar Rodríguez Garaicoechea (ESP) | 45.        |
| 28         | Aleksandr Vlasov (RUS)             | DNF-2      |

| Bahrain McLaren TBM | Bahrain McLaren TBM       | Bahrain McLaren TBM |
| ------------------- | ------------------------- | ------------------- |
| Num                 | Ciclista                  | Pos                 |
| 31                  | Yukiya Arashiro (JPN)     | 89.                 |
| 32                  | Enrico Battaglin (ITA)    | 46.                 |
| 33                  | Pello Bilbao (ESP) (CRI)  | 5.                  |
| 34                  | Eros Capecchi (ITA)       | 87.                 |
| 35                  | Domen Novak (SLO)         | 59.                 |
| 36                  | Mark Padun (UKR)          | 70.                 |
| 37                  | Hermann Pernsteiner (AUT) | 10.                 |
| 38                  | Jan Tratnik (SLO)         | 62.                 |

| Bardiani CSF Faizanè BCF | Bardiani CSF Faizanè BCF | Bardiani CSF Faizanè BCF |
| ------------------------ | ------------------------ | ------------------------ |
| Num                      | Ciclista                 | Pos                      |
| 41                       | Giovanni Carboni (ITA)   | 82.                      |
| 42                       | Luca Covili (ITA)        | HD-1                     |
| 43                       | Filippo Fiorelli (ITA)   | 109.                     |
| 44                       | Giovanni Lonardi (ITA)   | 125.                     |
| 45                       | Fabio Mazzucco (ITA)     | 129.                     |
| 46                       | Francesco Romano (ITA)   | 91.                      |
| 47                       | Alessandro Tonelli (ITA) | 51.                      |
| 48                       | Filippo Zana (ITA)       | 100.                     |

| Bora-Hansgrohe BOH | Bora-Hansgrohe BOH     | Bora-Hansgrohe BOH |
| ------------------ | ---------------------- | ------------------ |
| Num                | Ciclista               | Pos                |
| 51                 | Peter Sagan (SVK)      | 92.                |
| 52                 | Cesare Benedetti (ITA) | 94.                |
| 53                 | Maciej Bodnar (POL)    | 107.               |
| 54                 | Matteo Fabbro (ITA)    | 23.                |
| 55                 | Patrick Gamper (AUT)   | NP-8               |
| 56                 | Patrick Konrad (AUT)   | 8.                 |
| 57                 | Rafał Majka (POL)      | 12.                |
| 58                 | Paweł Poljański (POL)  | 67.                |

| CCC Team CCC | CCC Team CCC             | CCC Team CCC |
| ------------ | ------------------------ | ------------ |
| Num          | Ciclista                 | Pos          |
| 61           | Ilnur Zakarin (RUS)      | 22.          |
| 62           | Josef Černý (CZE) (CRI)  | 86.          |
| 63           | Víctor de la Parte (ESP) | 34.          |
| 64           | Kamil Gradek (POL) (CRI) | 104.         |
| 65           | Pavel Kochetkov (RUS)    | DNF-9        |
| 66           | Kamil Małecki (POL)      | 68.          |
| 67           | Joey Rosskopf (USA)      | 64.          |
| 68           | Attila Valter (HUN)      | 27.          |

| Cofidis COF | Cofidis COF              | Cofidis COF |
| ----------- | ------------------------ | ----------- |
| Num         | Ciclista                 | Pos         |
| 71          | Elia Viviani (ITA)       | 112.        |
| 72          | Simone Consonni (ITA)    | 115.        |
| 73          | Nicolas Edet (FRA)       | DNF-15      |
| 74          | Nathan Haas (AUS)        | 119.        |
| 75          | Jesper Hansen (DEN)      | 44.         |
| 76          | Mathias Le Turnier (FRA) | 80.         |
| 77          | Marco Mathis (GER)       | 130.        |
| 78          | Stéphane Rossetto (FRA)  | 63.         |

| Deceuninck-Quick Step DQT | Deceuninck-Quick Step DQT | Deceuninck-Quick Step DQT |
| ------------------------- | ------------------------- | ------------------------- |
| Num                       | Ciclista                  | Pos                       |
| 81                        | João Almeida (POR)        | 4.                        |
| 82                        | Davide Ballerini (ITA)    | 72.                       |
| 83                        | Álvaro Hodeg (COL)        | 131.                      |
| 84                        | Mikkel Honoré (DEN)       | 30.                       |
| 85                        | Iljo Keisse (BEL)         | 122.                      |
| 86                        | James Knox (GBR)          | 14.                       |
| 87                        | Fausto Masnada (ITA)      | 9.                        |
| 88                        | Pieter Serry (BEL)        | 28.                       |

| EF Pro Cycling EF1 | EF Pro Cycling EF1     | EF Pro Cycling EF1 |
| ------------------ | ---------------------- | ------------------ |
| Num                | Ciclista               | Pos                |
| 91                 | Sean Bennett (USA)     | NP-8               |
| 92                 | Jonathan Caicedo (ECU) | 65.                |
| 93                 | Simon Clarke (AUS)     | 75.                |
| 94                 | Lawson Craddock (USA)  | NP-10              |
| 95                 | Ruben Guerreiro (POR)  | 33.                |
| 96                 | Tanel Kangert (EST)    | 32.                |
| 97                 | Lachlan Morton (AUS)   | 111.               |
| 98                 | James Whelan (AUS)     | 105.               |

| Groupama-FDJ GFC | Groupama-FDJ GFC              | Groupama-FDJ GFC |
| ---------------- | ----------------------------- | ---------------- |
| Num              | Ciclista                      | Pos              |
| 101              | Arnaud Démare (FRA) (estrada) | 121.             |
| 102              | Kilian Frankiny (SUI)         | 77.              |
| 103              | Jacopo Guarnieri (ITA)        | 128.             |
| 104              | Simon Guglielmi (FRA)         | 116.             |
| 105              | Ignatas Konovalovas (LTU)     | 124.             |
| 106              | Miles Scotson (AUS)           | 113.             |
| 107              | Ramon Sinkeldam (NED)         | DNF-10           |
| 109              | Benjamin Thomas (FRA)         | DNF-5            |

| Israel Start-Up Nation ISN | Israel Start-Up Nation ISN   | Israel Start-Up Nation ISN |
| -------------------------- | ---------------------------- | -------------------------- |
| Num                        | Ciclista                     | Pos                        |
| 111                        | Rudy Barbier (FRA)           | NP-9                       |
| 112                        | Matthias Brändle (AUT) (CRI) | 126.                       |
| 113                        | Alexander Cataford (CAN)     | DNF-12                     |
| 114                        | Davide Cimolai (ITA)         | 118.                       |
| 115                        | Alex Dowsett (GBR) (CRI)     | 120.                       |
| 116                        | Daniel Navarro (ESP)         | 48.                        |
| 117                        | Guy Sagiv (ISR) (estrada)    | 132.                       |
| 118                        | Rick Zabel (GER)             | 123.                       |

| Lotto-Soudal LTS | Lotto-Soudal LTS         | Lotto-Soudal LTS |
| ---------------- | ------------------------ | ---------------- |
| Num              | Ciclista                 | Pos              |
| 121              | Sander Armée (BEL)       | 47.              |
| 122              | Thomas De Gendt (BEL)    | 41.              |
| 123              | Jonathan Dibben (GBR)    | 133.             |
| 124              | Carl Fredrik Hagen (NOR) | 42.              |
| 125              | Adam Hansen (AUS)        | 117.             |
| 126              | Matthew Holmes (GBR)     | 81.              |
| 127              | Stefano Oldani (ITA)     | 98.              |
| 128              | Harm Vanhoucke (BEL)     | 60.              |

| Mitchelton-Scott MTS | Mitchelton-Scott MTS          | Mitchelton-Scott MTS |
| -------------------- | ----------------------------- | -------------------- |
| Num                  | Ciclista                      | Pos                  |
| 131                  | Simon Yates (GBR)             | NP-8                 |
| 132                  | Edoardo Affini (ITA)          | NP-8                 |
| 133                  | Brent Bookwalter (USA)        | NP-6                 |
| 134                  | Jack Haig (AUS)               | NP-10                |
| 135                  | Lucas Hamilton (AUS)          | NP-10                |
| 136                  | Michael Hepburn (AUS)         | NP-10                |
| 137                  | Damien Howson (AUS)           | NP-10                |
| 138                  | Cameron Meyer (AUS) (estrada) | NP-10                |

| Movistar Team MOV | Movistar Team MOV       | Movistar Team MOV |
| ----------------- | ----------------------- | ----------------- |
| Num               | Ciclista                | Pos               |
| 141               | Héctor Carretero (ESP)  | 79.               |
| 142               | Dario Cataldo (ITA)     | 66.               |
| 143               | Antonio Pedrero (ESP)   | 19.               |
| 144               | Einer Rubio (COL)       | 58.               |
| 145               | Sergio Samitier (ESP)   | 13.               |
| 146               | Eduardo Sepúlveda (ARG) | 57.               |
| 147               | Albert Torres (ESP)     | 106.              |
| 148               | Davide Villella (ITA)   | 40.               |

| NTT Pro Cycling NTT | NTT Pro Cycling NTT          | NTT Pro Cycling NTT |
| ------------------- | ---------------------------- | ------------------- |
| Num                 | Ciclista                     | Pos                 |
| 151                 | Louis Meintjes (RSA)         | 36.                 |
| 152                 | Victor Campenaerts (BEL)     | 95.                 |
| 153                 | Amanuel Gebrezgabihier (ERI) | 54.                 |
| 154                 | Ben O'Connor (AUS)           | 20.                 |
| 155                 | Domenico Pozzovivo (ITA)     | 11.                 |
| 156                 | Matteo Sobrero (ITA)         | 76.                 |
| 157                 | Dylan Sunderland (AUS)       | 114.                |
| 158                 | Danilo Wyss (SUI)            | 84.                 |

| Ineos Grenadiers IGD | Ineos Grenadiers IGD       | Ineos Grenadiers IGD |
| -------------------- | -------------------------- | -------------------- |
| Num                  | Ciclista                   | Pos                  |
| 161                  | Geraint Thomas (GBR)       | NP-4                 |
| 162                  | Jonathan Castroviejo (ESP) | 24.                  |
| 163                  | Rohan Dennis (AUS)         | 35.                  |
| 164                  | Filippo Ganna (ITA) (CRI)  | 61.                  |
| 165                  | Tao Geoghegan Hart (GBR)   | 1.                   |
| 166                  | Jhonatan Narváez (ECU)     | DNF-15               |
| 167                  | Salvatore Puccio (ITA)     | 56.                  |
| 168                  | Ben Swift (GBR) (estrada)  | 18.                  |

| Jumbo-Visma TJV | Jumbo-Visma TJV           | Jumbo-Visma TJV |
| --------------- | ------------------------- | --------------- |
| Num             | Ciclista                  | Pos             |
| 171             | Steven Kruijswijk (NED)   | NP-10           |
| 172             | Koen Bouwman (NED)        | NP-10           |
| 173             | Tobias Foss (NOR)         | NP-10           |
| 174             | Chris Harper (AUS)        | NP-10           |
| 175             | Tony Martin (GER)         | NP-10           |
| 176             | Christoph Pfingsten (GER) | NP-10           |
| 177             | Antwan Tolhoek (NED)      | NP-10           |
| 178             | Jos van Emden (NED)       | NP-10           |

| Team Sunweb SUN | Team Sunweb SUN        | Team Sunweb SUN |
| --------------- | ---------------------- | --------------- |
| Num             | Ciclista               | Pos             |
| 181             | Wilco Kelderman (NED)  | 3.              |
| 182             | Nico Denz (GER)        | 83.             |
| 183             | Chad Haga (USA)        | 69.             |
| 184             | Chris Hamilton (AUS)   | 29.             |
| 185             | Jai Hindley (AUS)      | 2.              |
| 186             | Michael Matthews (AUS) | NP-10           |
| 187             | Sam Oomen (NED)        | 21.             |
| 188             | Martijn Tusveld (NED)  | 26.             |

| Trek-Segafredo TFS | Trek-Segafredo TFS       | Trek-Segafredo TFS |
| ------------------ | ------------------------ | ------------------ |
| Num                | Ciclista                 | Pos                |
| 191                | Vincenzo Nibali (ITA)    | 7.                 |
| 192                | Julien Bernard (FRA)     | 49.                |
| 193                | Gianluca Brambilla (ITA) | DNF-15             |
| 194                | Giulio Ciccone (ITA)     | NP-14              |
| 195                | Nicola Conci (ITA)       | 52.                |
| 196                | Jacopo Mosca (ITA)       | 31.                |
| 197                | Antonio Nibali (ITA)     | 37.                |
| 198                | Pieter Weening (NED)     | DNF-5              |

| UAE Team Emirates UAD | UAE Team Emirates UAD       | UAE Team Emirates UAD |
| --------------------- | --------------------------- | --------------------- |
| Num                   | Ciclista                    | Pos                   |
| 201                   | Diego Ulissi (ITA)          | 38.                   |
| 202                   | Mikkel Bjerg (DEN)          | 97.                   |
| 203                   | Valerio Conti (ITA)         | 101.                  |
| 204                   | Joe Dombrowski (USA)        | 43.                   |
| 205                   | Fernando Gaviria (COL)      | NP-16                 |
| 206                   | Brandon McNulty (USA)       | 15.                   |
| 207                   | Juan Sebastián Molano (COL) | NP-15                 |
| 208                   | Maximiliano Richeze (ARG)   | DNF-16                |

| Vini Zabù-Brado-KTM THR | Vini Zabù-Brado-KTM THR | Vini Zabù-Brado-KTM THR |
| ----------------------- | ----------------------- | ----------------------- |
| Num                     | Ciclista                | Pos                     |
| 211                     | Giovanni Visconti (ITA) | NP-18                   |
| 212                     | Simone Bevilacqua (ITA) | 127.                    |
| 213                     | Marco Frapporti (ITA)   | 108.                    |
| 214                     | Lorenzo Rota (ITA)      | 93.                     |
| 215                     | Matteo Spreafico (ITA)  | DQ-1                    |
| 216                     | Etienne van Empel (NED) | 88.                     |
| 217                     | Luca Wackermann (ITA)   | NP-5                    |
| 218                     | Edoardo Zardini (ITA)   | 96.                     |

## UCI World Ranking
O Giro d'Italia outorgará pontos para o UCI World Ranking para corredores das equipas nas categorias UCI World Team, Profissional Continental e Equipas Continentais. A seguinte tabela são o barómetro de pontuação e os corredores que obtiveram pontos:
| Posição             | 1.º | 2.º | 3.º | 4.º | 5.º | 6.º | 7.º | 8.º | 9.º | 10.º | 11.º | 12.º | 13.º | 14.º | 15.º | 16.º | 17.º | 18.º | 19.º | 20.º | 21.º-25.º | 26.º-30.º | 31.º-40.º | 41.º-50.º | 51.º-55.º | 56.º-60.º |
| Classificação geral | 850 | 680 | 575 | 460 | 380 | 320 | 260 | 220 | 180 | 140  | 120  | 100  | 84   | 68   | 60   | 56   | 52   | 48   | 44   | 40   | 32        | 24        | 20        | 16        | 12        | 8         |
| Por etapa           | 100 | 40  | 20  | 12  | 4   |     |     |     |     |      |      |      |      |      |      |      |      |      |      |      |           |           |           |           |           |           |
| Líder               | 20  |     |     |     |     |     |     |     |     |      |      |      |      |      |      |      |      |      |      |      |           |           |           |           |           |           |

| Classificação |          |        |       |       |       |       |
| Posição       | Ciclista | Equipa | Geral | Etapa | Líder | Total |
| ------------- | -------- | ------ | ----- | ----- | ----- | ----- |
| 1.º           |          |        |       |       |       |       |
| 2.º           |          |        |       |       |       |       |
| 3.º           |          |        |       |       |       |       |
| 4.º           |          |        |       |       |       |       |
| 5.º           |          |        |       |       |       |       |
| 6.º           |          |        |       |       |       |       |
| 7.º           |          |        |       |       |       |       |
| 8.º           |          |        |       |       |       |       |
| 9.º           |          |        |       |       |       |       |
| 10.º          |          |        |       |       |       |       |